# Pfarrkirche Mogersdorf

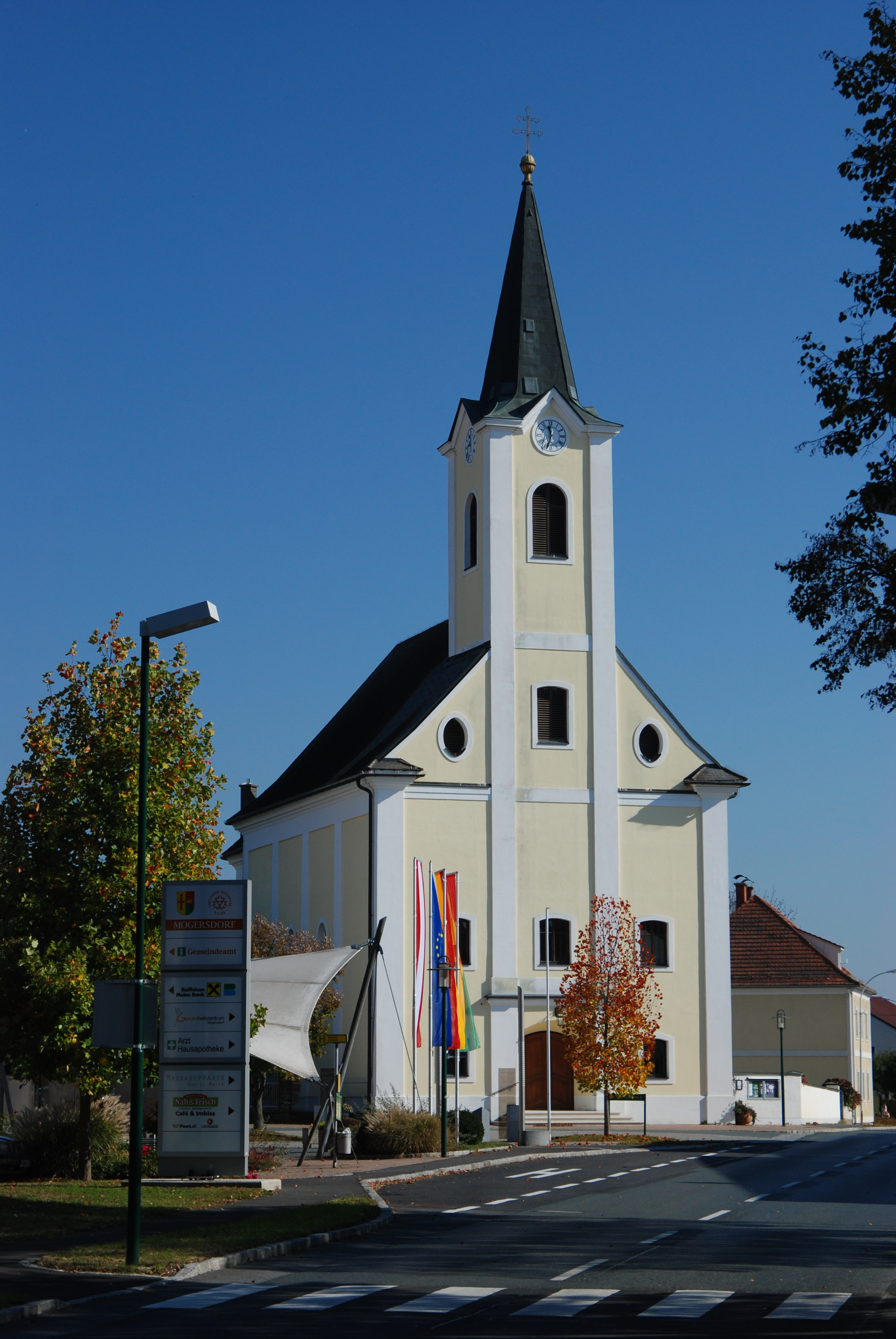
Kirche in Mogersdorf

Die römisch-katholische Pfarrkirche Mogersdorf am östlichen Ende des Dorfangers von Mogersdorf (ungarisch: Nagyfalva) im Bezirk Jennersdorf im Burgenland ist dem heiligen Josef geweiht und gehört zum Dekanat Jennersdorf.

## Geschichte
Die Kirche wurde bereits vor 1664 zur Pfarrkirche erhoben – in einer Urkunde aus dem 17. Jahrhundert ist von einer St. Martinskirche die Rede.
Der heutige Bau wurde 1775 errichtet. In den Jahren 1948 und 1975 wurde sie einer Renovierung unterzogen, bei letzterer entdeckte man eine Gruft.

## Architektur und Ausstattung
Die Kirche ist ein einschiffiger Saalbau. Über der hohen Westfassade befindet sich ein Turm mit Spitzhelm. Das Gotteshaus hat einen eingezogenen Polygonalchor.
Die Decke ist dreijochig mit schmalen Platzlgewölben. Über der halbrunden Apsis befindet sich eine Halbkuppel.
Die Wandmalerei am Triumphbogen zeigt die „Schlacht bei Mogersdorf“ vom 1. August 1664 gegen die Osmanen. Sie wurde 1912 von Josef Rösch gemalt. Sie zeigt ein schlossähnliches Gebäude auf dem Schlößlberg. Bei dem Reiter auf dem weißen Pferd soll es sich um General Sporck handeln. Am Himmel steht Maria mit dem Kind. Als Symbol für den Sieg der Christen über die Osmanen erstrahlt ein Kreuz.
Der neoromanische Hauptaltar und Seitenaltar entstanden um 1900.
Die Kanzel entstand in der zweiten Hälfte des 18. Jahrhunderts. Sie ist mit vergoldetem Rokokodekor an Korb und Schalldeckel verziert.
Bemerkenswert sind die neobarocken Luster.
Die 1739 geschaffene Madonna aus Holz neben dem Hochaltar stammt ursprünglich aus der Schlösslberg-Kapelle.
Im Untergeschoß des Turmes befinden sich eine Pietà und eine Figurengruppe aus der Mitte des 18. Jahrhunderts.
Die Orgel aus 1904 mit 12 Registern und 2 Manualen wurde von Gebrüder Rieger Zweigstelle Budapest gebaut.